# NGC 199
NGC 199 è una galassia lenticolare situata nella costellazione dei Pesci a una distanza di circa 205 milioni di anni luce dal Sistema solare.

## Scoperta
NGC 199 è stata scoperta il 24 settembre 1862 dall'astronomo tedesco Heinrich Louis d'Arrest.